# Czech International
Die Czech International, Internationalen Meisterschaften der Tschechischen Republik oder seit 2015 auch Prague Open sowie Czech Open sind ein offenes Badmintonturnier. Sie schlossen sich 1993 nahtlos an die Internationale Tschechoslowakische Meisterschaft im Badminton an. Das Turnier wird oft von europäischen, insbesondere dänischen Nachwuchstalenten als Sprungbrett in die europäische Spitze genutzt.

## Die Sieger
| Saison | Herreneinzel        | Dameneinzel           | Herrendoppel                               | Damendoppel                                | Mixed                                 |
| ------ | ------------------- | --------------------- | ------------------------------------------ | ------------------------------------------ | ------------------------------------- |
| 1993   | Jim Laugesen        | Mette Sørensen        | Neil Cottrill John Quinn                   | Nadezhda Chervyakova Irina Yakusheva       | John Quinn Nichola Beck               |
| 1994   | Henrik Sørensen     | Irina Serova          | Henrik Sørensen Claus Simonsen             | Lone Sørensen Mette Sørensen               | Jürgen Koch Irina Serova              |
| 1995   | Thomas Søgaard      | Elena Rybkina         | Thomas Stavngaard Janek Roos               | Michelle Rasmussen Mette Sørensen          | Janek Roos Pernille Harder            |
| 1996   | Daniel Eriksson     | Tanja Berg            | Johan Tholinsson Henrik Andersson          | Ann-Lou Jørgensen Christina Sørensen       | Jonas Rasmussen Ann-Lou Jørgensen     |
| 1997   | Martin Hagberg      | Anne Gibson           | James Anderson Ian Sullivan                | Rebecca Pantaney Gail Emms                 | Ian Sullivan Gail Emms                |
| 1998   | Robert Nock         | Ella Karachkova       | Graham Hurrell Peter Jeffrey               | Lorraine Cole Tracy Dineen                 | Anthony Clark Lorraine Cole           |
| 1999   | Robert Nock         | Katja Michalowsky     | Svetoslav Stoyanov Mihail Popov            | Liza Parker Suzanne Rayappan               | Ola Molin Johanna Persson             |
| 2000   | Gerben Bruijstens   | Christina Sørensen    | Thomas Hovgaard Jesper Mikla               | Britta Andersen Lene Mørk                  | Mathias Boe Britta Andersen           |
| 2001   | Bobby Milroy        | Rebecca Pantaney      | Mihail Popov Manuel Dubrulle               | Nadieżda Kostiuczyk Kamila Augustyn        | Kristian Roebuck Natalie Munt         |
| 2002   | Przemysław Wacha    | Sara Persson          | Svetoslav Stoyanov Vincent Laigle          | Johanna Persson Elin Bergblom              | Andrey Konakh Nadieżda Kostiuczyk     |
| 2003   | Michael Christensen | Petya Nedelcheva      | Mihail Popov Manuel Dubrulle               | Petya Nedelcheva Neli Boteva               | Mike Beres Jody Patrick               |
| 2004   | Per-Henrik Croona   | Katja Michalowsky     | Mike Beres William Milroy                  | Britta Andersen Mie Schjøtt-Kristensen     | Jesper Thomsen Britta Andersen        |
| 2005   | Przemysław Wacha    | Susan Hughes          | Chris Langridge Chris Tonks                | Nadieżda Kostiuczyk Kamila Augustyn        | Henri Hurskainen Johanna Persson      |
| 2006   | Jan Ø. Jørgensen    | Ragna Ingólfsdóttir   | Robert Adcock Robin Middleton              | Mie Schjøtt-Kristensen Christinna Pedersen | Robin Middleton Liza Parker           |
| 2007   | Arvind Bhat         | Rachel van Cutsen     | Kasper Faust Henriksen Rasmus Bonde        | Mie Schjøtt-Kristensen Christinna Pedersen | Rasmus Bonde Christinna Pedersen      |
| 2008   | Chetan Anand        | Ella Diehl            | Kasper Faust Henriksen Christian Skovgaard | Helle Nielsen Marie Røpke                  | Rasmus Bonde Helle Nielsen            |
| 2009   | Petr Koukal         | Trupti Murgunde       | Mads Conrad-Petersen Mads Pieler Kolding   | Maria Helsbøl Anne Skelbæk                 | Viki Indra Okvana Gustiani Megawati   |
| 2010   | Ajay Jayaram        | Karina Jørgensen      | Chris Langridge Robin Middleton            | Selena Piek Iris Tabeling                  | Anders Skaarup Rasmussen Anne Skelbæk |
| 2011   | Przemysław Wacha    | Kristína Gavnholt     | Adam Cwalina Michał Łogosz                 | Valeria Sorokina Nina Vislova              | Alexandr Nikolaenko Valeria Sorokina  |
| 2012   | Joachim Persson     | Kirsty Gilmour        | Chris Langridge Peter Mills                | Heather Olver Kate Robertshaw              | Chris Langridge Heather Olver         |
| 2013   | Anup Sridhar        | Kirsty Gilmour        | Adam Cwalina Przemysław Wacha              | Imogen Bankier Petya Nedelcheva            | Wang Chi-lin Wu Ti-jung               |
| 2014   | Marc Zwiebler       | Michelle Li           | Adam Cwalina Przemysław Wacha              | Rachel Honderich Michelle Li               | Jonathan Nordh Emelie Fabbeke         |
| 2015   | Marc Zwiebler       | Kirsty Gilmour        | Adam Cwalina Przemysław Wacha              | Isabel Herttrich Birgit Michels            | Vitaliy Durkin Nina Vislova           |
| 2016   | Pablo Abián         | Natalia Koch Rohde    | Lu Ching-yao Yang Po-han                   | Lauren Smith Sarah Walker                  | Mathias Bay-Smidt Alexandra Bøje      |
| 2017   | Kento Momota        | Neslihan Yiğit        | Miłosz Bochat Adam Cwalina                 | Erina Honda Nozomi Shimizu                 | Mathias Bay-Smidt Alexandra Bøje      |
| 2018   | Toma Junior Popov   | Yvonne Li             | Thom Gicquel Ronan Labar                   | Chloe Birch Lauren Smith                   | Ronan Labar Audrey Fontaine           |
| 2019   | Jonathan Dolan      | Abigail Holden        | Joshua Mageel Paul Reynolds                | Lisa Kaminski Hannah Pohl                  | Jakub Bitman Alžběta Bášová           |
| 2020   | nicht ausgetragen   | nicht ausgetragen     | nicht ausgetragen                          | nicht ausgetragen                          | nicht ausgetragen                     |
| 2021   | Jan Louda           | Putri Kusuma Wardani  | Terry Hee Loh Kean Hean                    | Anna Cheong Ching Yik Teoh Mei Xing        | Terry Hee Tan Wei Han                 |
| 2022   | Victor Svendsen     | Amalie Schulz         | Pharanyu Kaosamaang Worrapol Thongsa-Nga   | Christine Busch Amalie Schulz              | Mads Vestergaard Christine Busch      |
| 2023   | Jan Louda           | Frederikke Østergaard | Chen Zhi-yi Presley Smith                  | Téa Margueritte Flavie Vallet              | Ludwig Axelsson Jessica Silvennoinen  |
| 2024   | Matthias Kicklitz   | Frederikke Lund       | Jří Král Ondřej Král                       | Paulina Hankiewicz Kornelia Marczak        | Kristoffer Kolding Mette Werge        |